# Radford (Virginie)
Pour les articles homonymes, voir Radford.
Radford est une ville indépendante de Virginie, aux États-Unis.